# Fampoux
Fampoux è un comune francese di 1 123 abitanti situato nel dipartimento del Passo di Calais nella regione dell'Alta Francia.

## Società

### Evoluzione demografica
Abitanti censiti